# 그렘린

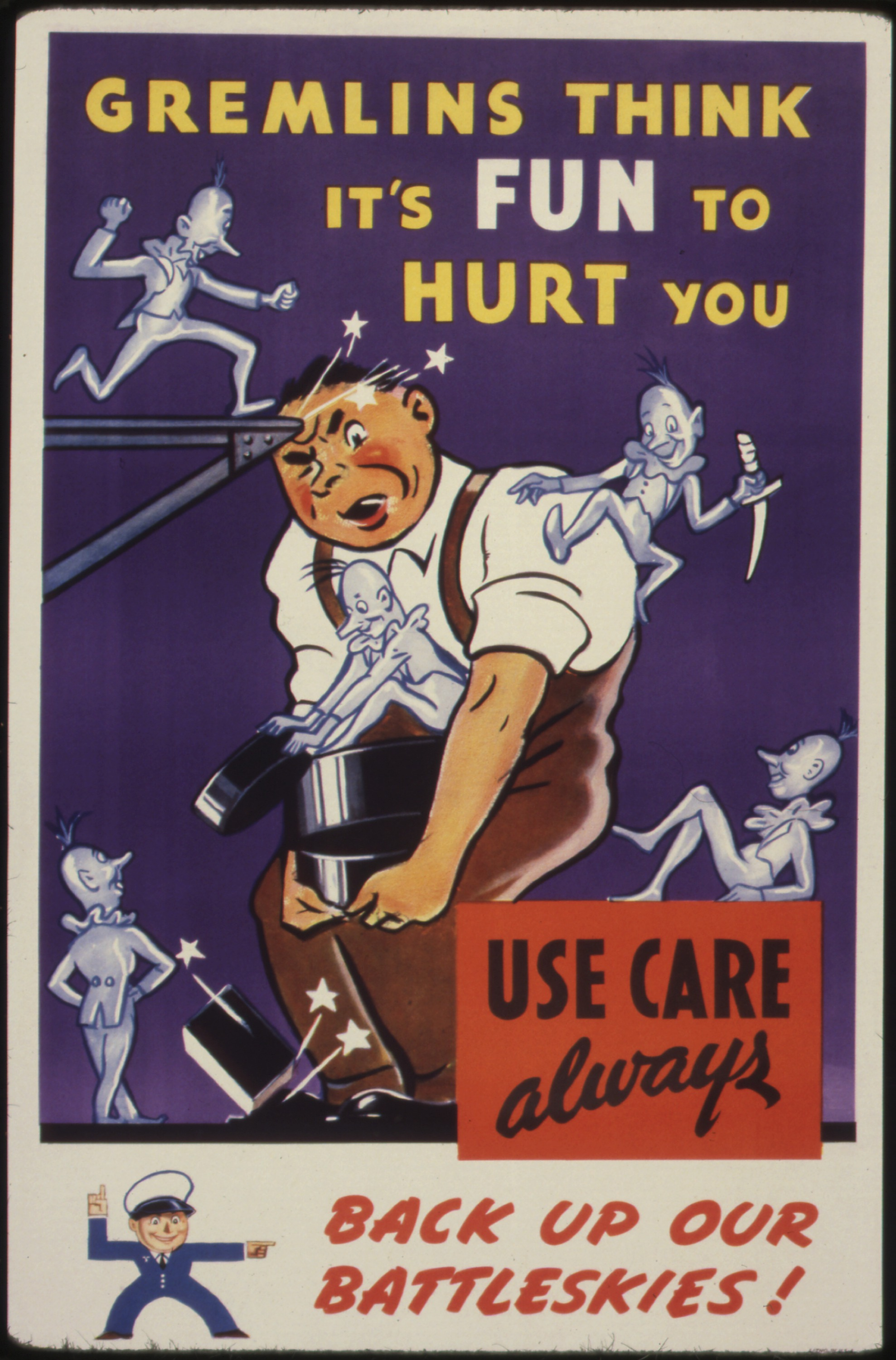
제2차 세계대전기 미국의 산재예방 포스터. 노동자를 괴롭히는 그렘린들이 그려져 있다.

그렘린(gremlin)은 항공기를 비롯한 기계류의 오작동을 일으킨다는 말썽쟁이 생명체다. 등에 가시가 돋치고 눈이 크며 날카로운 이빨과 갈고리 발톱이 있다고 한다.
그렘린은 1920년대 몰타, 중동, 인도에 주둔한 영국 왕립공군에서 유래한 도시전설이다. 혹설에서는 제1차 세계대전까지 거슬러 올라간다고 하지만 그것을 뒷받침하는 물적 증거는 없다.:465

## 같이 보기
- 진 (신화)
- 클라바우터만
- 코볼트